# Aírton Beleza
Aírton Batista dos Santos, noto semplicemente come Aírton Beleza (Rio de Janeiro, 19 aprile 1942 – Rio de Janeiro, 18 febbraio 1996), è stato un calciatore brasiliano di ruolo attaccante.

## Carriera

### Club

#### Nazionale
Con la Nazionale olimpica brasiliana vince la medaglia d'oro ai Giochi Panamericani del 1963 disputatisi a San Paolo.

### Cronologia presenze e reti in Nazionale
| Cronologia completa delle presenze e delle reti in nazionale ― Brasile olimpica | Cronologia completa delle presenze e delle reti in nazionale ― Brasile olimpica | Cronologia completa delle presenze e delle reti in nazionale ― Brasile olimpica | Cronologia completa delle presenze e delle reti in nazionale ― Brasile olimpica | Cronologia completa delle presenze e delle reti in nazionale ― Brasile olimpica | Cronologia completa delle presenze e delle reti in nazionale ― Brasile olimpica | Cronologia completa delle presenze e delle reti in nazionale ― Brasile olimpica | Cronologia completa delle presenze e delle reti in nazionale ― Brasile olimpica |
| Data                                                                            | Città                                                                           | In casa                                                                         | Risultato                                                                       | Ospiti                                                                          | Competizione                                                                    | Reti                                                                            | Note                                                                            |
| ------------------------------------------------------------------------------- | ------------------------------------------------------------------------------- | ------------------------------------------------------------------------------- | ------------------------------------------------------------------------------- | ------------------------------------------------------------------------------- | ------------------------------------------------------------------------------- | ------------------------------------------------------------------------------- | ------------------------------------------------------------------------------- |
| 24-4-1963                                                                       | San Paolo                                                                       | Brasile olimpica                                                                | 3 – 1                                                                           | Uruguay olimpica                                                                | IV Giochi panamericani - Fase finale a gironi                                   | 2                                                                               |                                                                                 |
| 28-4-1963                                                                       | San Paolo                                                                       | Brasile olimpica                                                                | 10 – 0                                                                          | Stati Uniti olimpica                                                            | IV Giochi panamericani - Fase finale a gironi                                   | 7                                                                               |                                                                                 |
| 30-4-1963                                                                       | San Paolo                                                                       | Brasile olimpica                                                                | 3 – 1                                                                           | Cile olimpica                                                                   | IV Giochi panamericani - Fase finale a gironi                                   | 1                                                                               |                                                                                 |
| 4-5-1963                                                                        | San Paolo                                                                       | Brasile olimpica                                                                | 2 – 2                                                                           | Argentina olimpica                                                              | IV Giochi panamericani - Fase finale a gironi                                   | 1                                                                               |                                                                                 |
| Totale                                                                          |                                                                                 | Presenze                                                                        | 4                                                                               |                                                                                 | Reti                                                                            | 11                                                                              |                                                                                 |

## Palmarès

### Club
- Campionato Carioca: 3

Botafogo: 1961, 1962
Flamengo: 1963
- Torneo Rio-San Paolo: 2

Flamengo: 1961
Botafogo: 1962

#### Nazionale

##### Competizioni giovanili e olimpiche
- Giochi panamericani: 1

San Paolo 1963